# مویساکولا
مویساکولا (به استونیایی: Mõisaküla) یکی از شهرهای کشور استونی است.
این شهر در سال ۲۰۱۱ میلادی ۸۲۵ نفر جمعیت داشته است.

## نگارخانه

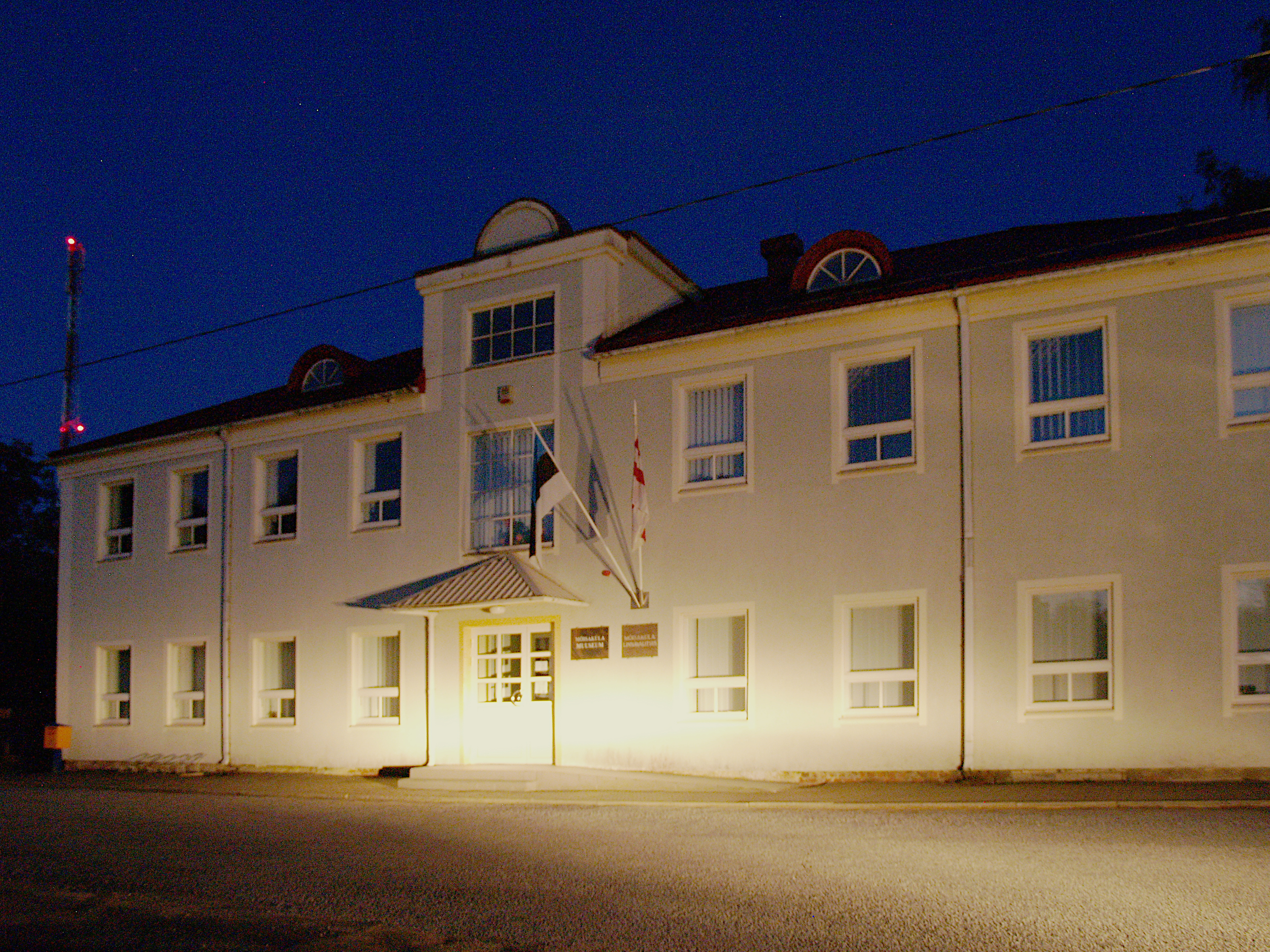
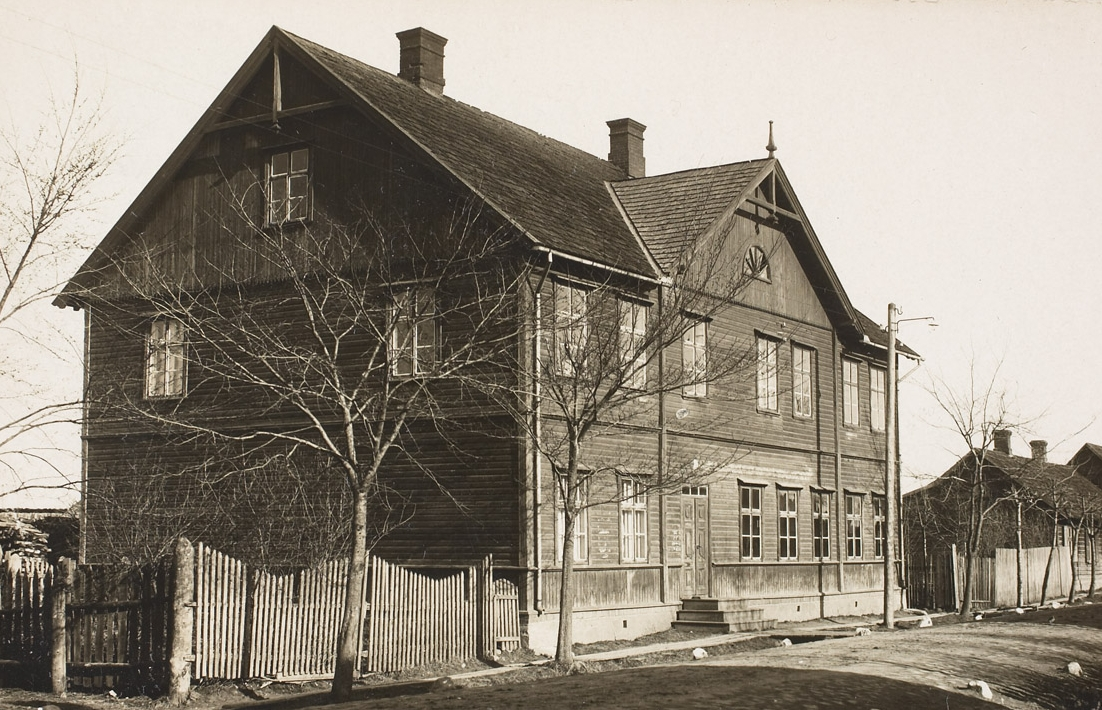
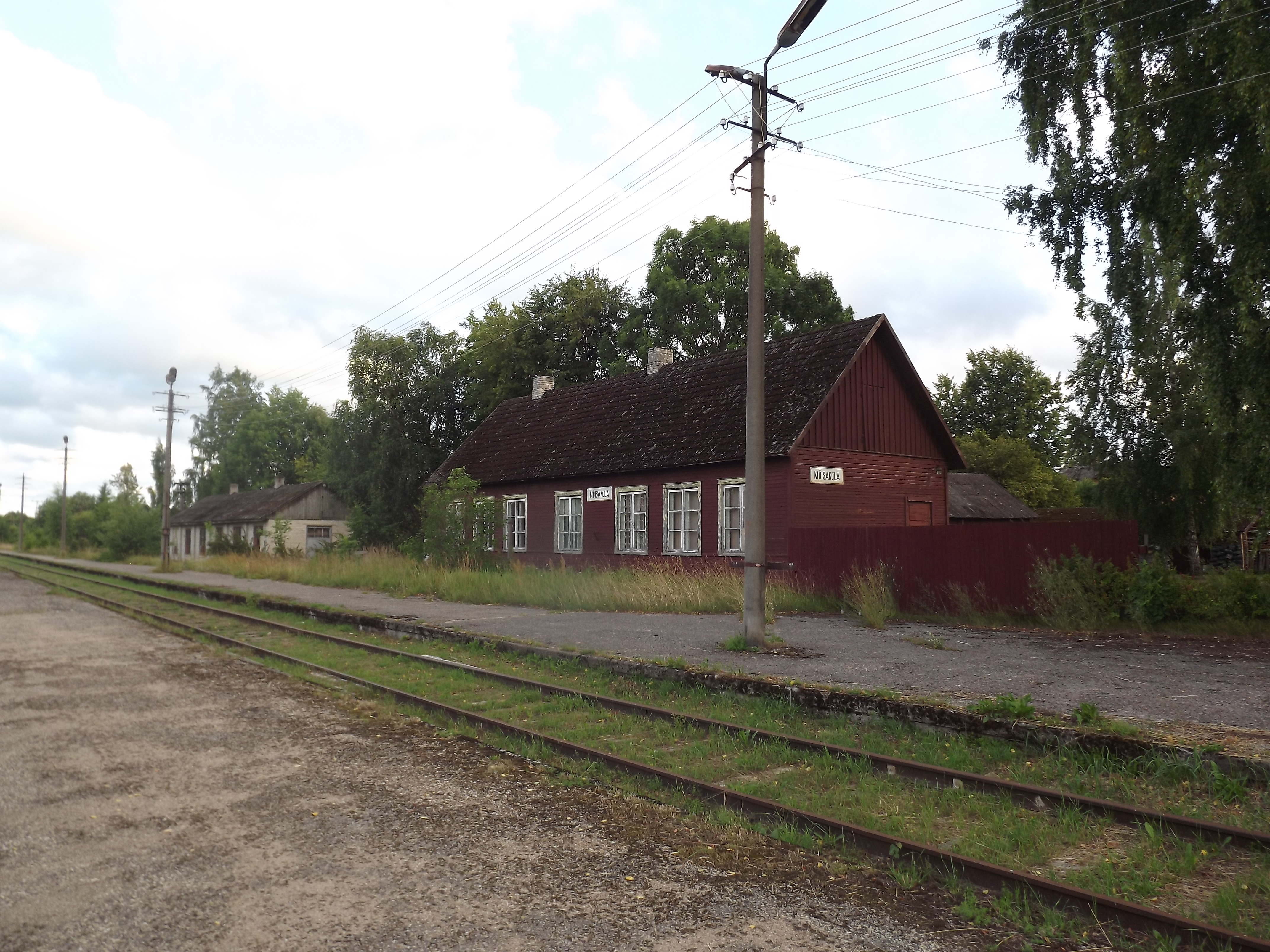